# Adenomera ajurauna
Espèce
Synonymes
- Leptodactylus ajurauna Berneck, Costa & Garcia, 2008

Statut de conservation UICN

 DD  : Données insuffisantes
Adenomera ajurauna est une espèce d'amphibiens de la famille des Leptodactylidae.

## Répartition
Cette espèce est endémique de l'État de São Paulo au Brésil. Elle se rencontre de 600 à 900 m d'altitude dans les municipalités de Bertioga, de Mogi das Cruzes, de Cubatão et de São Paulo,.

## Publication originale
- Berneck, Costa & Garcia, 2008 : A new species of Leptodactylus (Anura: Leptodactylidae) from the Atlantic Forest of Sao Paulo State, Brazil. Zootaxa, no 1795, p. 46-56.